# Масдорф
Масдорф (нем. Maasdorf) — деревня в Германии, в земле Саксония-Анхальт. 
Входит в состав города Зюдлихес-Анхальт района Анхальт-Биттерфельд. Население составляет 378 человек (на 31 декабря 2006 года). Занимает площадь 4,34 км².

## История
Впервые упоминается в 1253 году как Мастре. С 1469 года носит название Масдорф. В 1844 году в деревне проживало 279 человек. Старая церковь XIV века была снесена в 1901 году и заменена новоделом.
Ранее Масдорф имела статус общины (коммуны). 1 января 2010 года вошла в состав нового города Зюдлихес-Анхальт.